# Mistr Klosterneuburského oltáře
Mistr Klosterneuburského oltáře (německy Meister der Rückseite des Verduner Altars) je autorem tří gotických deskových obrazů z let 1330/31 na zadní straně mnohem staršího Verdunského oltáře kláštera v Klosterneuburgu.
Tento malíř není identický s tzv. Mistrem Albrechtova oltáře z Klosterneuburgu (Meister des Albrechtsaltares zu Klosterneuburg) ani s Mistrem Klosterneuburské Madony.

## Historie

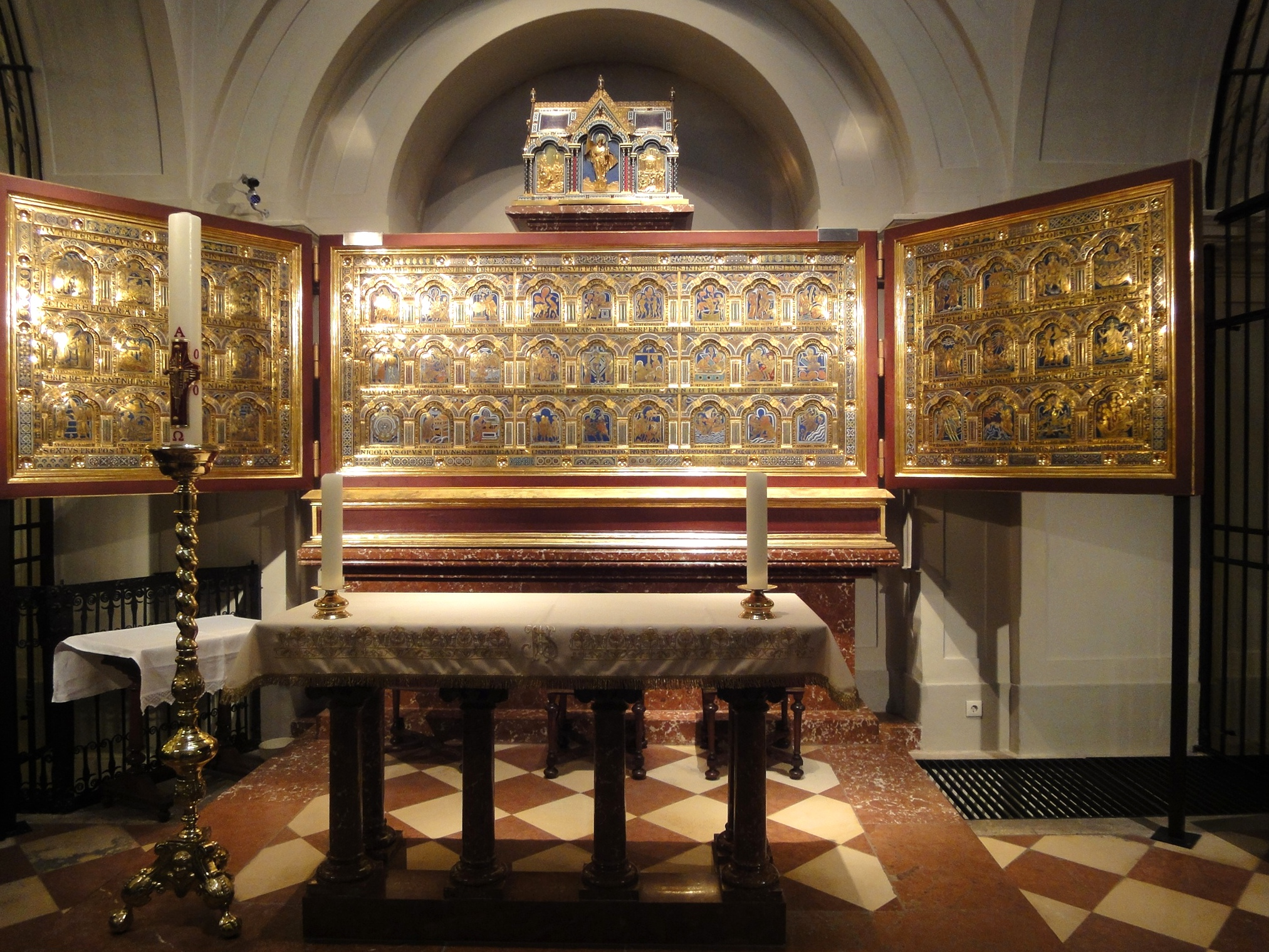
Verdunský oltář

Klášter Klosterneuburg u Vídně s románskou bazilikou byl založen roku 1114 Leopoldem III. Babenberským. Prvním proboštem se stal roku 1126 Leopoldův nejmladší syn Otto Freising a roku 1133 byl klášter předán Řádu augustiniánů. Za proboštů Marquarda (1140-1167) a Rüdigera (1167-1168) se rychle se vyvinul v kulturní a teologické centrum. Roku 1181 byla za probošta Wernhera (1168-1185) pravděpodobně pro chórovou přepážku s řečništěm zhotovena náročná zlatnická výzdoba. Tyto panely jsou dnes známy jako Verdunský oltář a jsou dílém francouzského zlatníka a smaltéra Mikuláše z Verdunu, který zhotovil i románský Relikviář Tří králů umístěném v katedrále svatého Petra v Kolíně nad Rýnem.
Verdunský oltář sestává ze tří panelů, na kterých je celkem 45 smaltovaných měděných destiček s výjevy ze Starého a Nového zákona. Po ničivém požáru roku 1330 byl klášter za probošta Štěpána ze Sierndorfu (1317–1335) přestavěn v gotickém slohu. Desky Mikuláše z Verdunu byly spojeny do trojkřídlého oltáře a na zadní stranu umístěny deskové obrazy, které se staly jeho vnější stranou.

## Dílo

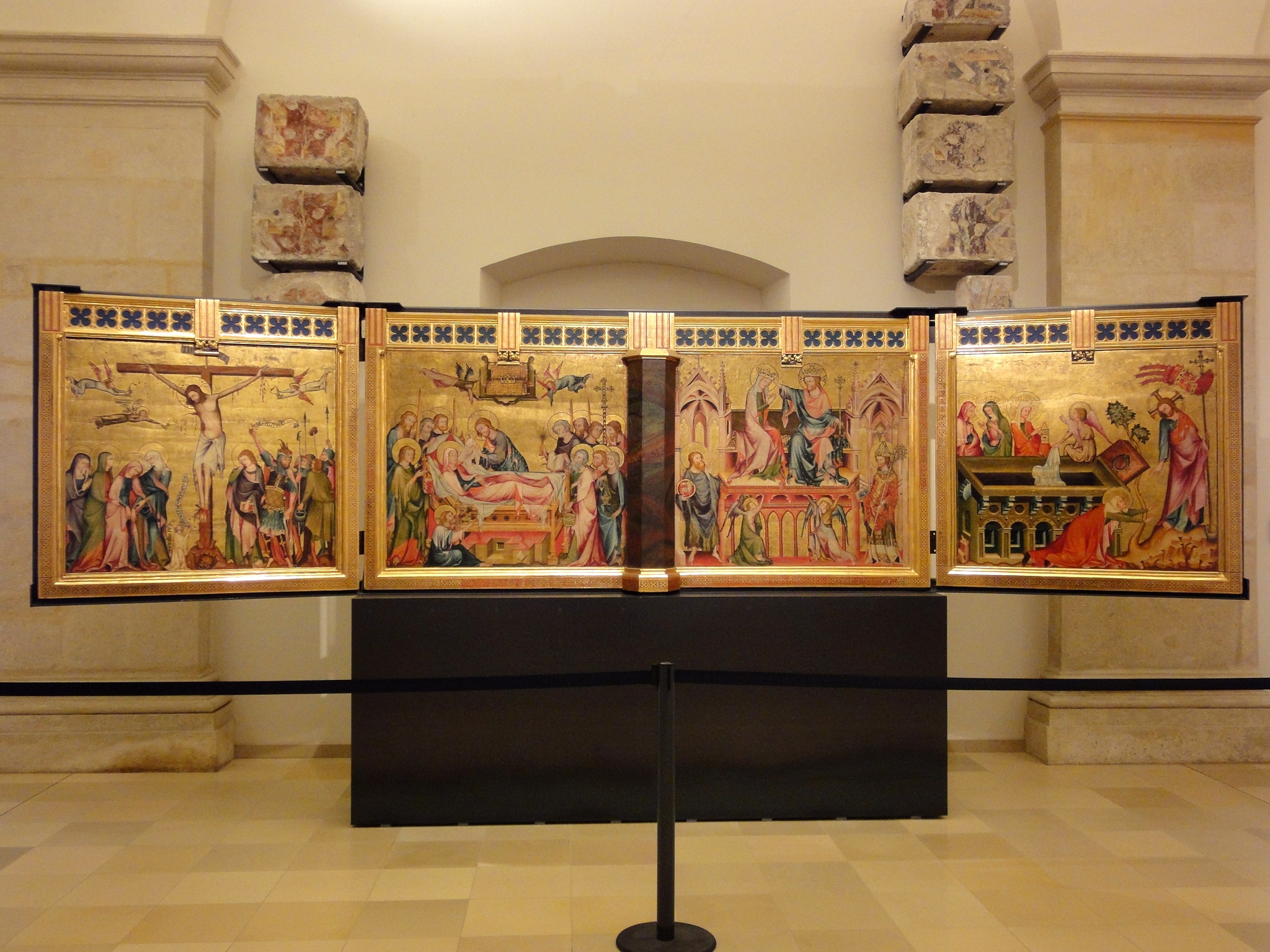
Klosterneuburský oltář

Mistr Klosterneuburského oltáře je neznámý gotický malíř, který roku 1330-31 namaloval pro zadní stranu Verdunského oltáře čtyři výjevy Ukřižování Krista, Smrt Panny Marie, Korunování Panny Marie a kombinaci výjevu Tři Marie u hrobu s Noli me tangere. Jedná se o nejstarší gotické deskové obrazy ve střední Evropě, které kombinují vlivy francouzské (kompozice, drapérie) a italské malby (architektura, ikonografické detaily). Dnes jsou tyto gotické deskové obrazy vystavovány odděleně od oltáře v Opatském muzeu Klosterneuburg.
K autoru Klosterneuburského oltáře má blízko český Mistr vyšebrodského oltáře v pojetí scény Ukřižování (1346/47) .